# Georg-Eckert-Forschungspreis
Der Georg-Eckert-Forschungspreis (englisch Georg Eckert Research Award) wird von der Westermann Gruppe gestiftet und im zweijährigen Turnus vom Leibniz-Institut für Bildungsmedien | Georg-Eckert-Institut (GEI) vergeben.

## Über den Preis
Der Forschungspreis wurde erstmals 2010 vergeben und hat den Zweck, wissenschaftliche Arbeiten auf dem Gebiet der internationalen Bildungsmedienforschung zu würdigen. Ausgewählt werden Arbeiten, „die sich mit kulturellen, gesellschaftlichen, politischen und/oder pädagogischen Aspekten von Schulbüchern und/oder schulischen Bildungsmedien in historischer oder aktueller Perspektive befassen.“ Ausgezeichnet werden können Monografien, Dissertationen, Habilitationen oder Gemeinschaftswerke. Der Preis ist mit 5000 Euro dotiert, wovon 2500 Euro „für die Nutzung wissenschaftlicher Zwecke“ vorgesehen sind.
Zusätzlich wird seit 2014 auch ein Georg-Eckert-Nachwuchspreis für studentische Abschlussarbeiten vergeben, der mit 1000 Euro dotiert ist.

## Preisträger
2010
- Forschungspreis: Alexandra Budke („…und der Zukunft zugewandt“. Ideologische Erziehung im Geographieunterricht der DDR)[2]

2012
- Forschungspreis: Katalin Morgan (Textbooks as Mediators in the Intellectual Project of History Education)

2014
- Forschungspreis: Simona Szakács (Europeanization without Europe? The Institutionalization of World Culture in the Post-1989 Romanian School)
- Nachwuchspreis: Kathrin Zehr (Memoria Histórica in der Schule. Eine Analyse der Geschichtsbilder spanischer Jugendlicher am Beispiel von Gymnasiasten aus der Provinz Málaga)

2016
- Forschungspreis: Anja Kirsch (Weltanschauung als Erzählungskultur. Zur Konstruktion von Religion und Sozialismus in Staatsbürgerkundeschulbüchern der DDR)
- Nachwuchspreis: Anna Heym (Digitale Bildungsmedien. Welche Faktoren beeinflussen die Strategien der Schulbuchverlage?)

2018
- Forschungspreis: Christine Ott (Sprachlich vermittelte Geschlechterkonzepte. Eine diskurslinguistische Untersuchung von Schulbüchern der Wilhelminischen Kaiserzeit bis zur Gegenwart)
- Nachwuchspreis: Lindsay Wills (History on Whose Terms? Reading about Women and Gender in Two South African History Textbook Series)

2020
- Forschungspreis: Johanna Katharina Bethge (Beyond Textbooks – Das Schulbuch als Medium zur kulturellen Demokratisierung Westdeutschlands, 1944-1952)
- Nachwuchspreis: Kai Krüger (Stunde null, Wirtschaftswunder, Mangelwirtschaft – gegenwärtige Schulgeschichtsbücher zwischen historischem Lernen und normativer Darstellung)

2022
- Forschungspreis: Tina van der Vlies (Echoing Events. The Perpetuation of National Narratives in English and Dutch History Textbooks, 1920-2010)
- Nachwuchspreis: Julian Broll („Unser neues Fach“. Konstruktion von gesellschaftswissenschaftlichen Integrationsfächern – eine theoretische Annäherung und empirische Beobachtungen am Beispiel von Schulbüchern für 'Gesellschaftslehre' in Niedersachsen)

2024
- Forschungspreis: Victoria Cain (Schools and Screens: A Watchful History)
- Forschungspreis: Alexandra Krebs (Geschichten im digitalen Raum. Historisches Lernen in der „App in die Geschichte“)